# Hachinosu Peak
Hachinosu Peak är en bergstopp i Antarktis. Den ligger i Östantarktis. Norge gör anspråk på området. Toppen på Hachinosu Peak är 45 meter över havet.
Terrängen runt Hachinosu Peak är huvudsakligen kuperad, men den allra närmaste omgivningen är varierad. Havet är nära Hachinosu Peak västerut. Trakten är glest befolkad. Närmaste befolkade plats är Showa Station, 1,4 kilometer norr om Hachinosu Peak. 